# Selige Sehnsucht

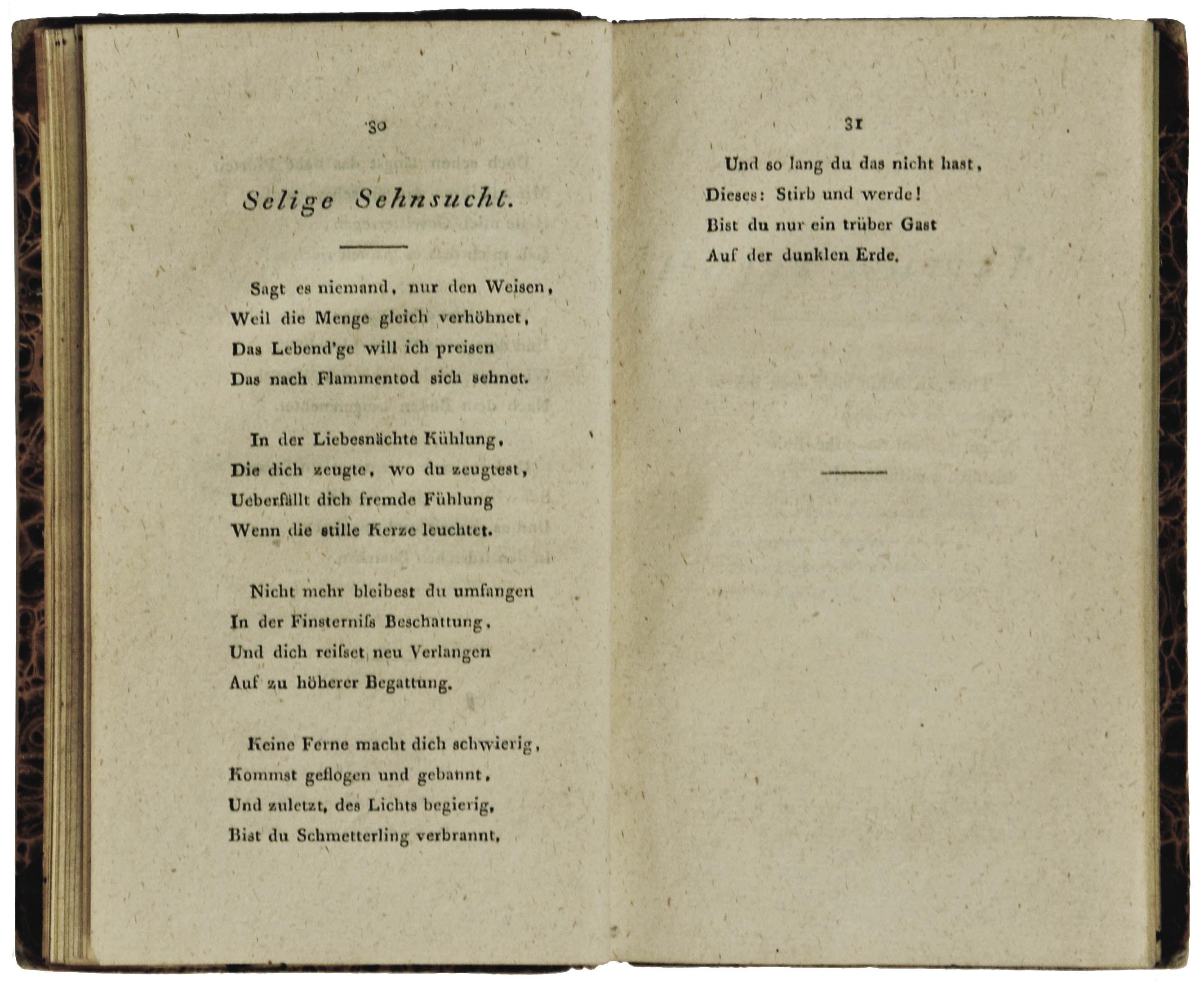
Selige Sehnsucht in der Erstausgabe des West-östlichen Divan

Selige Sehnsucht ist der Titel eines Gedichts von Johann Wolfgang von Goethe, das er nach seiner Datierung am 31. Juli 1814 in Wiesbaden schrieb und das sich an vorletzter Stelle im Buch des Sängers aus dem West-östlichen Divan befindet. Der Erstdruck erfolgte im Taschenbuch für Damen auf das Jahr 1817 unter der Überschrift Vollendung.
Selige Sehnsucht gehört zu den meistinterpretierten Gedichten Goethes und zählt mit dem Motiv des Selbstopfers, den religiösen und literarischen Bezügen, ungewöhnlichen Bildern und der berühmten Sentenz „Stirb und werde!“ zu seinen schwierigsten Werken.

## Form und Inhalt
Mit dem kreuzgereimten trochäischen Vierzeiler wählte Goethe für den tiefsinnigen Inhalt eine vergleichsweise einfache Form. Die in der deutschen Lyrik beliebte Strophenform verwendete er für den West-östlichen Divan am häufigsten und vertraute ihr im Buch Suleika einige zentrale Aussagen an. 
Neben der Liedhaftigkeit und Musikalität der Vierzeiler erleichtern die meist weiblichen Kadenzen, ein Geschehen auch über die Versschlüsse hinaus fließend zu erzählen. 
In den letzten zwei Strophen änderte Goethe das Versmaß. In der vierten Strophe wählte er zwei männliche Kadenzen, in der abschließenden verkürzte er zwei Verszeilen um eine Hebung.
Das Gedicht lautet:
Sagt es niemand, nur den Weisen, 

Weil die Menge gleich verhöhnet, 

Das Lebend’ge will ich preisen, 

Das nach Flammentod sich sehnet. 

In der Liebesnächte Kühlung, 

Die dich zeugte, wo du zeugtest, 

Überfällt dich fremde Fühlung,

Wenn die stille Kerze leuchtet. 

Nicht mehr bleibest du umfangen 

In der Finsternis Beschattung, 

Und dich reißet neu Verlangen 

Auf zu höherer Begattung. 

Keine Ferne macht dich schwierig, 

Kommst geflogen und gebannt, 

Und zuletzt, des Lichts begierig, 

Bist du Schmetterling verbrannt.

Und so lang du das nicht hast, 

Dieses: Stirb und werde! 

Bist du nur ein trüber Gast 

Auf der dunklen Erde. 

## Entstehung und Hintergrund
Goethe lernte Hafis’ Dīwān 1814 in der Übersetzung von Joseph von Hammer-Purgstall kennen, die sein Verleger Johann Friedrich Cotta ihm im Mai des Jahres geschenkt hatte. Nach dieser literaturgeschichtlich epochalen Begegnung und intensiver Lektüre brach er am 25. Juli von Weimar auf, um nach über siebzehn Jahren erneut seine Geburtsstadt Frankfurt am Main sowie Wiesbaden zu besuchen. 
Hatte er bereits in Weimar einige Verse geschrieben, begann erst mit dem Reiseantritt und dem damit verbundenen Gefühl der Befreiung ein mächtiger Schub, der täglich zu diversen Gedichten führte. Als er in Wiesbaden ankam, war mit rund 25 Gedichten bereits ein vorläufiger und schmaler Divan entstanden. In seinen Tages- und Jahresheften beschrieb Goethe den tiefen Eindruck, den Hafis’ Welt auf ihn machte und der so stark gewesen sei, dass er sich „produktiv“ habe verhalten müssen, um „vor der mächtigen Erscheinung“ noch bestehen zu können.
Mag die griechisch-römische Antike für Goethe stets wichtiger gewesen sein als der Orient, war ihm dieser nicht fremd. Bereits in jungen Jahren hatte er die „Patriarchenluft“ der Bücher Mose geschnuppert und war als junger Mann von Johann Gottfried Herder in Straßburg über die kulturgeschichtliche Bedeutung der Bibel aufgeklärt worden. 
Mit der Lebensfreude und Sinnlichkeit, aber auch Sehnsucht nach Transzendenz und Ewigkeit kam die Poesie von Hafis seinem Lebensgefühl entgegen. Carl Friedrich Zelter gegenüber schwärmte er von der „mohammedanische(n) Religion“ und Mythologie, die der Poesie einen „Raum“ geben würden, „wie sie meinen Jahren ziemt. Unbedingtes Ergeben in den unergründlichen Willen Gottes, heiterer Überblick des beweglichen, immer kreis- und spiralartig wiederkehrenden Erdetreibens, Liebe, Neigung, alles Reale geläutert, sich symbolisch auflösend.“

## Vorlage und Motive

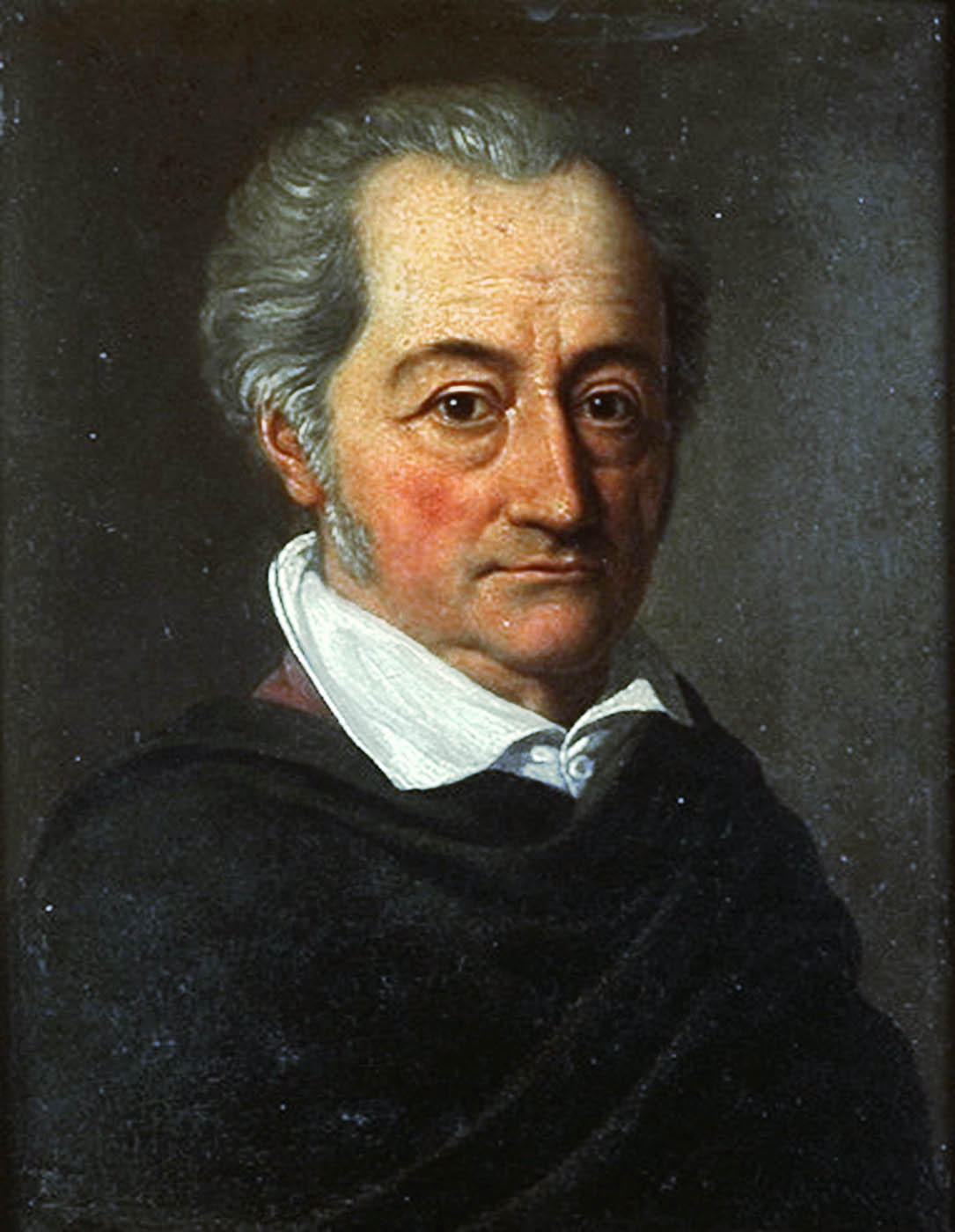
Goethe, Porträt von Karl Josef Raabe, 1814

Das Gedicht habe seinen Ursprung in der Parabel vom Falter, einem Lehrgedicht von Al-Halladsch, Sufi und Dichter. Wie so häufig in der islamischen Mystik transzendiert die Symbolik zu einer „unsagbaren“ höheren Wahrheit.
Das Ghasel, von dem Goethe ausging, stammt nicht von Hafis. Es ist ein durchschnittliches Werk der persischen Lyrik, das gängige Motive enthält, von denen Goethe einige herausgriff.
Mit ihrer esoterischen Exklusivität und der Verachtung der Uneingeweihten reflektiert die erste Zeile der Seligen Sehnsucht das Horazsche „odi profanum vulgus et arceo“ und kann zugleich als Echo auf die Christusworte in der Lutherbibel (Mt 7,6 ) von den „Perlen“, die man nicht „vor die Säue werfen“ soll, verstanden werden.
Das Bild der Flamme, in der ein Schmetterling verbrennt, gehört nach Hans Heinrich Schaeder zu den verbreitetsten Motiven der persischen Lyrik und versinnbildlicht eine Liebe, die das Ich verzehrt und eben dadurch rettet.
In der Übersetzung Hammer-Purgstalls heißt es u. a.: „Wie die Kerze brennt die Seele, / Hell an Liebesflammen / Und mit reinem Sinne hab’ ich / Meinen Leib geopfert. / Bis du nicht wie Schmetterlinge / Aus Begier verbrennest, / Kannst du nimmer Rettung finden / Von dem Gram der Liebe.“
Das Motiv des verbrennenden Insekts war für Goethe nicht neu. Als er 1776 an Charlotte von Stein dachte, drängte sich ihm die Vorstellung einer ums Licht tanzenden Mücke auf, wie er der Freundin brieflich mitteilte.

## Interpretationsansätze
Seit Konrad Burdach in seinem Deutungsversuch auf den scheinbaren Widerspruch zwischen den ersten vier Strophen und den abschließenden Versen hinwies, stehen die Interpreten bei dem „geheimnisvollsten der lyrischen Gedichte Goethes“ vor etlichen Schwierigkeiten.
Die kaum zu überblickende Interpretationsgeschichte erschwert nach Gert Ueding den Zugang, indem man sich zunächst „einen Weg durch die Gelehrsamkeit bahnen“ müsse, die vor dem Werk „aufgetürmt wurde.“
Die gleichsam hermetische Unzugänglichkeit wird häufig mit der Gedankenführung und der Bilderfolge von der Zeugung, dem Schmetterling, dessen Flammentod bis zur Idee des „Stirb und werde!“ erklärt. Burdach zufolge widerspricht der „tragisch-mystisch-erotische Gedanke“ des Selbstopfers im ersten Teil des Gedichts der Idee der Metamorphose, die in der abschließenden Sentenz anklingt. Dem im Licht verbrannten, für immer vergangenen Schmetterling töne kein „werde!“ mehr, sei er doch für immer tot. 
Bei diesen Schwierigkeiten muss nach Auffassung Heinrich Schaders eine gedankliche Analyse dazu führen, die „Einheit des Gedichts“ zu sprengen. 
Interpreten wie etwa Eduard Spranger bis Karl Viëtor erklären die zentrale Vorstellung der Wandlung, die Goethe auch in seinem Gedicht Die Metamorphose der Pflanzen umkreiste, zum Zentrum des Werkes.
Nach Auffassung Michael Böhlers und Gabriele Schwieders legen die Entstehung wie die Platzierung des Gedichts an das Ende des Buchs der Sänger eine poetologisch ausgerichtete Lektüre nahe, die das Werk als „Dichtung über Dichtung“ begreift. So lassen sich bereits die unterschiedlichen Titel des Gedichts – von Vollendung über Selbstopfer bis zur Seligen Sehnsucht – als Hinweis darauf verstehen, dass Goethe ein zentrales Geschehen aus unterschiedlichen Perspektiven betrachtete und darstellte. Steht der erste Titel für die selbstbewusste Schöpferkraft, deutet der zweite auf die Preisgabe des Ich, während „Selige Sehnsucht“ die Bereitschaft zeigt, sich auf diesen besonderen Augenblick einzulassen. Zentral gehe es um den Topos der Inspiration, ein jäher Vorgang von heftiger körperlicher und seelischer Intensität.